# ТЕС Гонюй
ТЕС Гонюй (угор. Gönyű) — теплова електростанція в Угорщині у графстві Дьєр-Мошон-Шопрон (північний захід країни поблизу кордонів з Австрією та Словаччиною).
Будівельні роботи на площадці майбутньої ТЕС розпочались у 2009-му, а офіційний запуск в експлуатацію припав на 2011 рік. Електростанція складається з одного блоку, спорудженого за технологією комбінованого парогазового циклу. Генеральним пілрядником виступила компанія Siemens, яка також поставила газову турбіну SGT5-4000F потужністю 290 МВТ, парову турбіну ST-1 SST5-5000 потужністю 143 МВт та генераторне обладнання. Паливна ефективність електростанції становить 59 %.
Видача електроенергії відбувається до підстанції Гонюй по ЛЕП завдовжки 14 км, яка працює під напругою 400 кВ.
Як основне паливо використовується природний газ, резервне паливо — важкі дистиляти нафти (можливе створення 16-денного запасу останніх).
Станція розташована на правому березі Дунаю, вода якого використовується для охолодження.